# Jo Hyun-jae
Jo Hyun-jae (hangeul: 조현재; 9 maggio 1980) è un attore e cantante sudcoreano.
Jo fece il suo debutto nell'intrattenimento come cantante nel gruppo maschile k-pop Guardian, che si sciolse dopo aver pubblicato l'album omonimo nel 1998. Nel 2000, dopo aver acquisito popolarità grazie a una pubblicità per le bevande energetiche Pocari Sweat, iniziò a recitare. Nel 2009 ha pubblicato il singolo digitale Different Space, Same Memory e nel 2011 ha cantato il brano Even If I Live Just One Day per il drama coreano 49il.

## Filmografia

### Cinema
- Scandal - Joseon namnyeo sang-yeoljisa (스캔들 - 조선 남녀 상열지사), regia di E J-yong (2003)
- Sarang-ui gippeum (사랑의 기쁨), regia di Choi Sang-shik – cortometraggio (2004)
- GP506, regia di Kong Su-chang (2008)
- Yeobae-uneun neomuhae (여배우는 너무해), regia di Yoo Jung-hwan (2014)

### Televisione
- Kaist (카이스트) – serie TV (1999-2000)
- Hwanggeum yeonmot (황금 연못) – miniserie TV, 2 episodi (2000)
- Abeoji-wa adeul (아버지와 아들) – serie TV (2001)
- Ttak choh-a (딱 좋아) – sitcom (2001-2002)
- Daemang (대망) – serie TV (2002-2003)
- Love Letter (러브레터) – serie TV (2003)
- Cheotsarang (첫사랑) – serie TV (2003)
- Byeor-ui sori (별의 소리) – miniserie TV, 2 episodi (2004)
- Haetbit ssod-ajida (햇빛 쏟아지다) – serie TV (2004)
- Gumiho oejeon (구미호외전) – serie TV (2004)
- Only You (온리 유) – serie TV (2005)
- Seodong-yo (서동요) – serie TV (2005-2006)
- Appaset eommahana (아빠셋 엄마하나) – serie TV (2008)
- 49il (49일) – serie TV (2011)
- Yanzhi bawang (胭脂霸王) – serie TV (2013)
- Gwanggo cheonjae Lee Tae-baek (광고천재 이태백) – serie TV (2013)
- Je-wang-ui ttal, Su Baek-hyang (제왕의 딸, 수백향) – serie TV (2013-2014)
- Qingchun fengbao (青春風暴) – serie TV (2014)
- Yong-par-i (용팔이) – serie TV (2015)

## Riconoscimenti
| Anno | Premio                                  | Categoria                                         | Opera nominata                 | Risultato       |
| ---- | --------------------------------------- | ------------------------------------------------- | ------------------------------ | --------------- |
| 2003 | SBS Drama Awards                        | Premio nuova stella                               | Cheotsarang                    | Vincitore/trice |
| 2005 | SBS Drama Awards                        | Migliori dieci stelle                             | Only You, Seodong-yo           | Vincitore/trice |
| 2006 | Baeksang Arts Awards                    | Attore più popolare (TV)                          | Seodong-yo                     | Vincitore/trice |
| 2007 | Andre Kim Best Star Awards              | Premio stella                                     |                                | Vincitore/trice |
| 2011 | Korean Culture and Entertainment Awards | Premio stella dell'onda coreana                   | 49il                           | Vincitore/trice |
| 2011 | SBS Drama Awards                        | Premio all'eccellenza, attore in un drama seriale | 49il                           | Candidato/a     |
| 2013 | MBC Drama Awards                        | Premio all'eccellenza, attore in un drama seriale | Je-wang-ui ttal, Su Baek-hyang | Candidato/a     |